# Emmanuel Matuta
Emmanuel Matuta La Nkenda Nosa (* 22. Februar 2002 in Mechelen) ist ein belgisch-kongolesischer Fußballspieler, der aktuell bei Lierse SK unter Vertrag steht.

## Karriere

### Verein
Matuta begann seine fußballerische Karriere bei der KV Mechelen, ehe er 2014 in die Jugendakademie der PSV Eindhoven wechselte. 2017/18 spielte er bereits einmal für die B-Junioren und saß einmal auf der Bank. In der Folgesaison spielte er neben der U17 auch gelegentlich für die U19 der PSV. Die darauf folgende Saison absolvierte er bereits als Stammspieler bei den A-Junioren. Vor der nächsten Saison unterzeichnete er einen Ein-Jahres-Vertrag bei der Jong PSV. Sein Debüt gab er am 29. August 2020 (1. Spieltag) gegen Excelsior Rotterdam in der Startelf. Auch nach diesem Spiel folgten viele Einsätze in der eersten Divisie und er stand außerdem einmal im Kader der Europa League bei den Profis. Im Februar 2021 verlängerte er seinen Vertrag bei Jong PSV bis 2023. Am 30. April 2021 (36. Spieltag) schoss er bei einem 2:2-Unentschieden gegen den SC Telstar den Ausgleich in der Nachspielzeit und somit sein erstes Profitor. Die Saison beendete er mit 31 Zweitligaeinsätzen.
Nach 17 Zweitligaspielen bis zur Winterpause wechselte er im Januar 2022 in die Eredivisie zum FC Groningen. Im September 2023 wurde der bis 2026 laufende Vertrag im gegenseitigen Einvernehmen von Verein und Spieler aufgelöst. Nach einer Saison der Vereinslosigkeit unterzeichnete Matutata im April 2024 einen Vertrag bei Lierse SK.

### Nationalmannschaft
Matuta spielte bislang für diverse Juniorennationalteams Belgiens, nahm aber nie an einem großen Turnier teil.